# Conor McDermott
Conor McDermott (Nashville, Tennessee, 19 de octubre de 1992) es un jugador profesional estadounidense de fútbol americano que se desempeña en la posición de defensive tackle en New England Patriots, equipo de la National Football League (NFL).

## Carrera
Fue seleccionado en la sexta ronda en la Reunión Anual de Selección de Jugadores de la NFL de 2017. Hizo su debut profesional con el equipo Buffalo Bills, en el cual jugó dos temporadas (2017-2019), después pasó a New York Jets (2019-2022), luego a New England Patriots, donde lleva jugando dos temporadas.